# Ombra mai fu

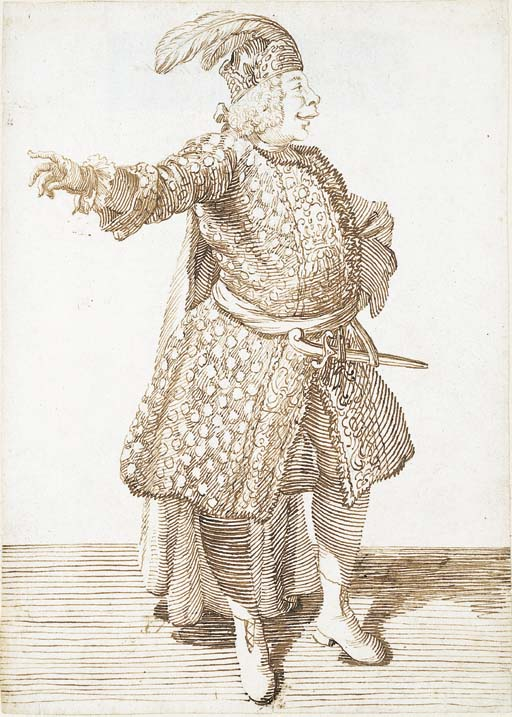
Каффарелли, первый исполнитель арии

«Ombra mai fu» («Не было тени…») — вступительная ария из оперы «Ксеркс» (1738) Георга Фридриха Генделя. Предназначалась для исполнения кастратом-сопранистом. Часто именуется ларго Генделя (хотя в оригинале темп обозначен не как largo, а как larghetto) и исполняется без вокального сопровождения. Это один из самых часто исполняемых и узнаваемых вокальных номеров музыки барокко.
«Не бывало древесной сени милей, прекрасней, сладостней, чем эта» — такие слова произносит главный герой, персидский царь Ксеркс, восхищаясь тенью платана. Поскольку произведение часто исполняется вне контекста оперы, существует множество светских и духовных контрафактур, а также вольных интерпретаций и переводов текста. Мелодию аранжировали для самых разных голосов и инструментов: органа, фортепиано, скрипки или виолончели с аккомпанементом, струнных ансамблей.
В опере арии предшествует короткий речитатив с аккомпанементом (9 тактов), задающий сцену («Frondi tenere e belle»). Сама ария также лаконична: 52 такта, продолжительность — около трёх-четырёх минут. Партитура написана для струнной группы (первые и вторые скрипки, альт, контрабасы), в тональности фа мажор и размере 3/4. Вокальный диапазон охватывает ноты от C4 до F5 с тесситурой между F4 и F5.
Опера «Ксеркс» не имела успеха (возможно, по причине трёхчасовой продолжительности), выдержав в Лондоне лишь пять представлений. Однако в XIX веке ария из неё стала одним из самых часто исполняемых произведений композитора. В современных постановках оперы её исполняет контратенор, реже контральто или меццо-сопрано. В концертах исполняют её также теноры и даже баритоны (например, Хворостовский).
Как часто бывало, Гендель позаимствовал мелодию у другого композитора, ориентируясь на сарабанду из оперы «Ксеркс» своего соперника Бонончини (1694). Размышление Ксеркса о тени платана присутствует уже в оригинальном либретто графа Минато, первую оперу по которому создал в 1654 году Франческо Кавалли.